# تاریخ آگوستی

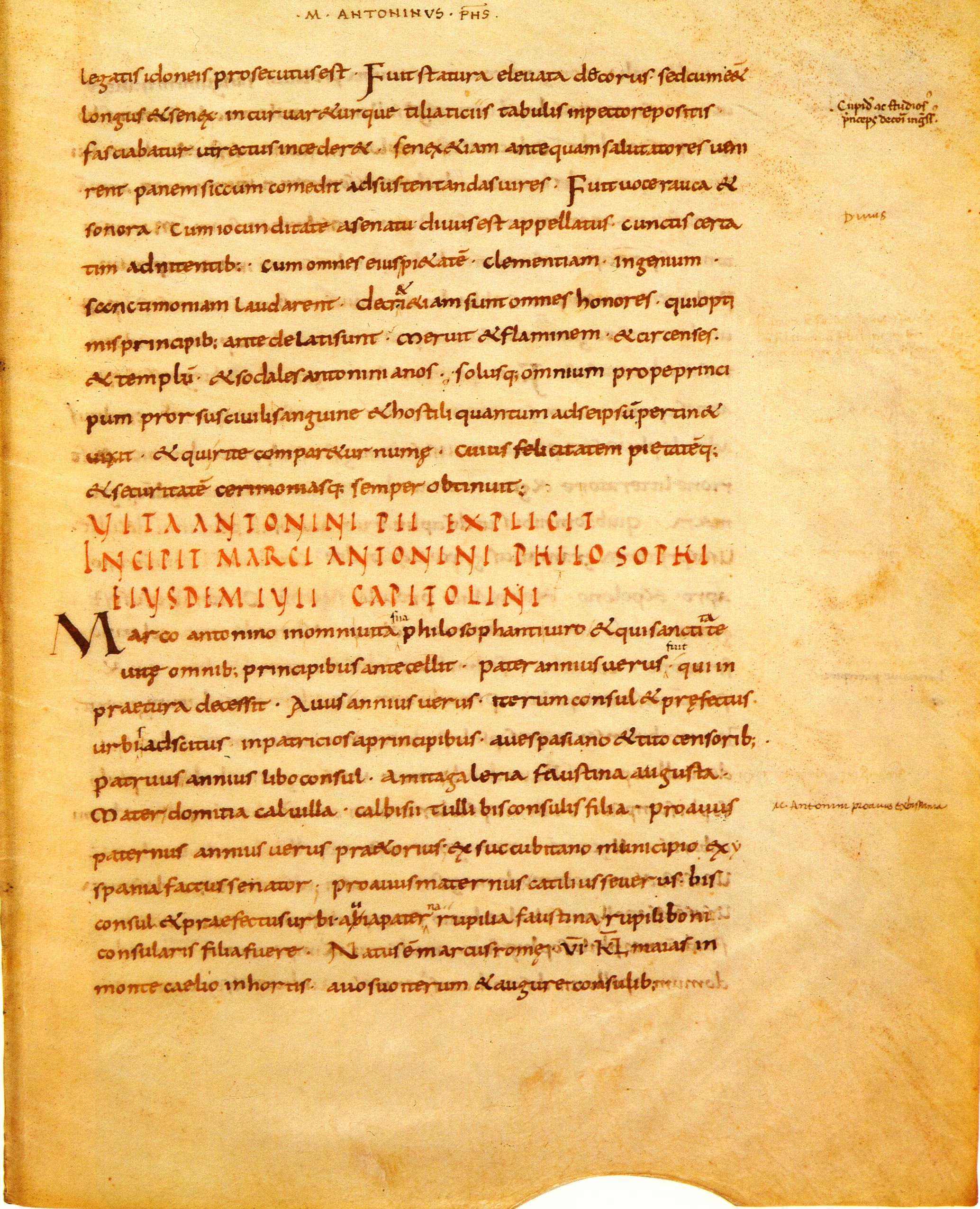
یک صفحه از نسخه خطی قدیمی (نیمه اول قرن 9 میلائی) تاریخ آگوستی

تاریخ آگوستی (به لاتین: Historia Augusta) کتابی است که در اواخر دوران باستان به زبان لاتین نگاشته شده‌است و شامل مجموعه زندگی‌نامه‌های ۳۰ تن از قیصرهای روم و غاصبان از زمان هادریان تا نومریان/کارینوس (۲۸۴/۸۵-۱۱۷ میلادی) می‌باشد. شرح زندگی‌های مربوط به سال‌های ۲۴۴ تا ۲۵۳ میلادی نوشته نشده است و از شرح زندگانی والریان (۲۶۰-۲۵۳ میلادی) نیز فقط بخش‌هایی باقی مانده‌است. همچنین یک بخش از شرح زندگی گالینوس (۲۶۸-۲۶۰ میلادی) نیز وجود ندارد.
گمان می‌رود این اثر به وسیلهٔ شش نویسنده مختلف در حدود سال ۳۰۰ میلادی نگاشته شده باشد؛ ولی پژوهش‌های جدید این احتمال که این کتاب به وسیلهٔ یک نویسنده و احتمالاً در پایان سدهٔ چهارم و آغاز سدهٔ پنجم نگاشته شده را باورپذیر می‌سازد. این نویسندهٔ بی نام عناصر خیالی بسیاری را در زندگی‌نامه‌ها دخیل کرده و چندین رویداد را تحریف نموده‌است. موارد متعددی (بیش از همه تاریخ گذاری، قصد نویسنده یا منابع او) موضوع بحث‌های علمی است. تاریخ آگوستی به منابع بحث‌برانگیز دوران باستان تعلق دارد. با وجود دروغزنی‌های اثبات شده، این اثر اطلاعات قابل اطمینان فراوانی را به دست می‌دهد و در صورت استفادهٔ محتاطانه منبع مهمی برای دوران قیصرهای روم است.